# Franz von Fürstenberg (Politiker)

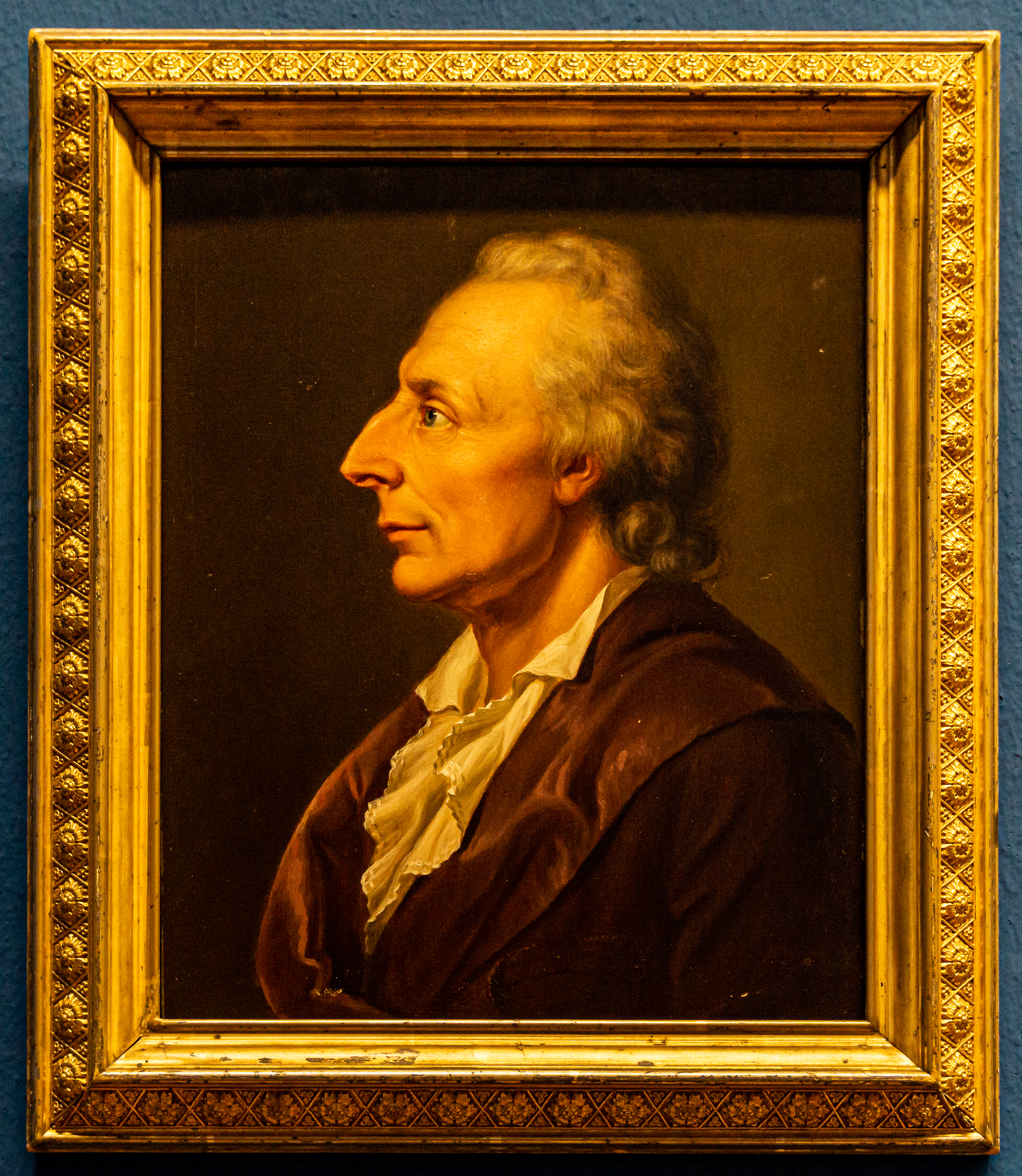
Franz von Fürstenberg

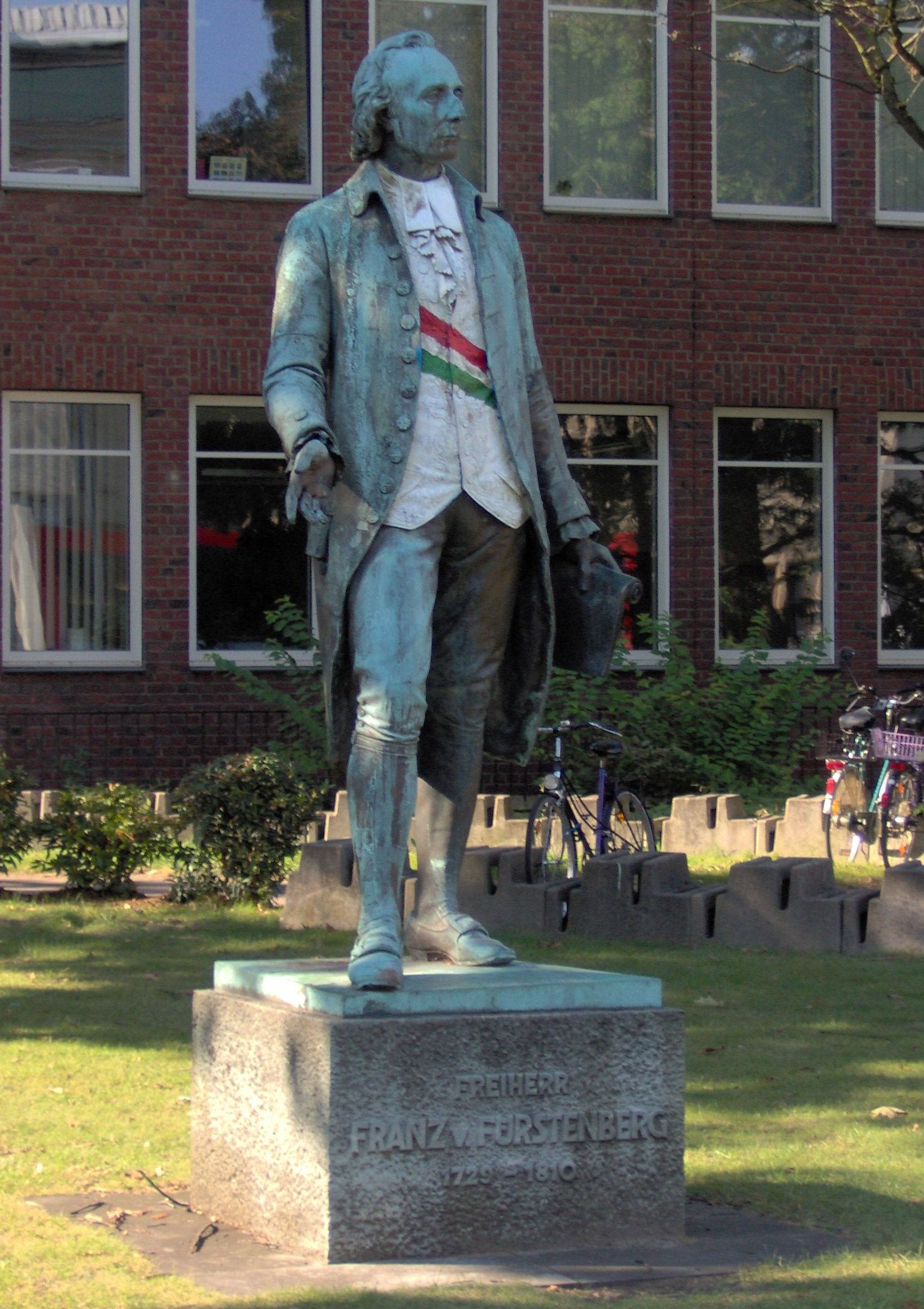
Statue von Franz Freiherr von Fürstenberg in Münster

Freiherr Franz Friedrich Wilhelm von Fürstenberg (* 7. August 1729 in Schloss Herdringen, Arnsberg; † 16. September 1810 in Münster) war ein deutscher Politiker und der wichtigste Staatsmann im Hochstift Münster in der zweiten Hälfte des 18. Jahrhunderts. Fürstenberg war einem vorsichtig-aufklärerischen Reformkurs verpflichtet.

## Leben

### Werdegang
Fürstenberg stammte als Sohn des Christian Franz Dietrich von Fürstenberg und  Helene von Galen, Tochter des Wilhelm Goswin Anton von Galen aus dem westfälischen Adelsgeschlecht von Fürstenberg. Seine Schwester Maria Anna (1732–1788) war Äbtissin im Stift Fröndenberg. Sein Bruder Franz Egon (1737–1825) war Fürstbischof von Hildesheim und Paderborn.
Er studierte von 1746 bis 1748 an der Jesuitenschule in Köln, von 1750 bis 1751 an der Universität Salzburg und von 1751 bis 1753 in Rom. 1748 wurde er bereits Domkapitular in Münster und Paderborn. Das Münsteraner Domkapitel setzte sich damals traditionell aus Söhnen des westfälischen Stiftsadels zusammen. 1762 ernannte ihn der Kurfürst von Köln und Bischof von Münster, Maximilian Friedrich von Königsegg-Rothenfels, zum Minister für das Hochstift Münster und 1770 zum Generalvikar.

### Der Staatsmann
Fürstenberg wurde besonders die Regierung des maroden und verschuldeten münsterschen Landes übertragen, und es gelang ihm schließlich, die Folgen des Siebenjährigen Krieges im Münsterland zu überwinden. Fürstenberg sanierte den Haushalt, förderte Ackerbau und Gewerbe, verbesserte die Justizverwaltung, regelte das Polizeiwesen und drängte die Geistlichkeit zur Fortbildung. Er setzte die Besteuerung der Geistlichkeit gegen einen Sturm der Entrüstung durch. Außerdem sollte nicht mehr Reichtum, sondern die Ernsthaftigkeit des religiösen Lebens Kriterium sein für die Aufnahme in ein Kloster. Des Weiteren verbesserte Fürstenberg das Militärwesen durch eine der Landwehr ähnliche Volksbewaffnung und durch Gründung einer Militärakademie. Er erließ eine Medizinalordnung für das Münsterland, die als modernste ihrer Art in Deutschland galt.
1780 wurde Fürstenberg aus seinem Ministeramt entlassen, weil er sich für die Einführung eines stehenden Heeres starkgemacht hatte und den Plan verfolgte, einen Kanal Richtung Rhein auszuheben. Bei beidem war er auf energischen Widerstand gestoßen. Vor allem aber hatte er sich vergeblich gegen die Wahl von Maximilian Franz von Österreich zum Koadjutor des Kölner Kurfürst-Erzbischofs und Fürstbischofs von Münster Maximilian Friedrich eingesetzt, da er selbst die Nachfolge auf dem Münsteraner Bischofsstuhl anstrebte. Seinem jüngeren Bruder Franz Egon gelang dies 1786 für Hildesheim und Paderborn.
Der Freiherr blieb aber bis 1807 Generalvikar und behielt die Aufsicht über das Schulwesen, bei dessen Reform ihn vor allem sein Freund Bernhard Heinrich Overberg unterstützte.

### Der Schulreformer
Im Mittelpunkt der Fürstenbergschen Reformen stand das Schulwesen. Der Generalvikar veröffentlichte 1776 eine revolutionäre „Schulordnung“ für das Gymnasium, die den Fächerkanon zugunsten der Mathematik und der Naturwissenschaften gründlich änderte. 1777 wurde die allgemeine Schulpflicht im Hochstift Münster verschärft. Zusammen mit Bernhard Heinrich Overberg erarbeitete er in den 1780er Jahren eine Neuordnung der Elementarschulen. Auf seine Initiative begann 1780 ein Schulversuch am Gymnasium Paulinum: Hochdeutsch wurde Schulfach. Er leitete eine Reform des Gymnasiums ein, gründete die Universität Münster sowie ein Priesterseminar.

### Der Stenograf
Franz Freiherr von Fürstenberg war auch ein bedeutender Stenograf. Er verwendete für seine Tagebuchaufzeichnungen in französischer Sprache ab 1761 das englische Stenografiesystem von Aulay Macaulay und nahm innerhalb dieses Systems auch eigene schöpferische Veränderungen vor.

### Fürstenberg und die Fürstin Amalie von Gallitzin

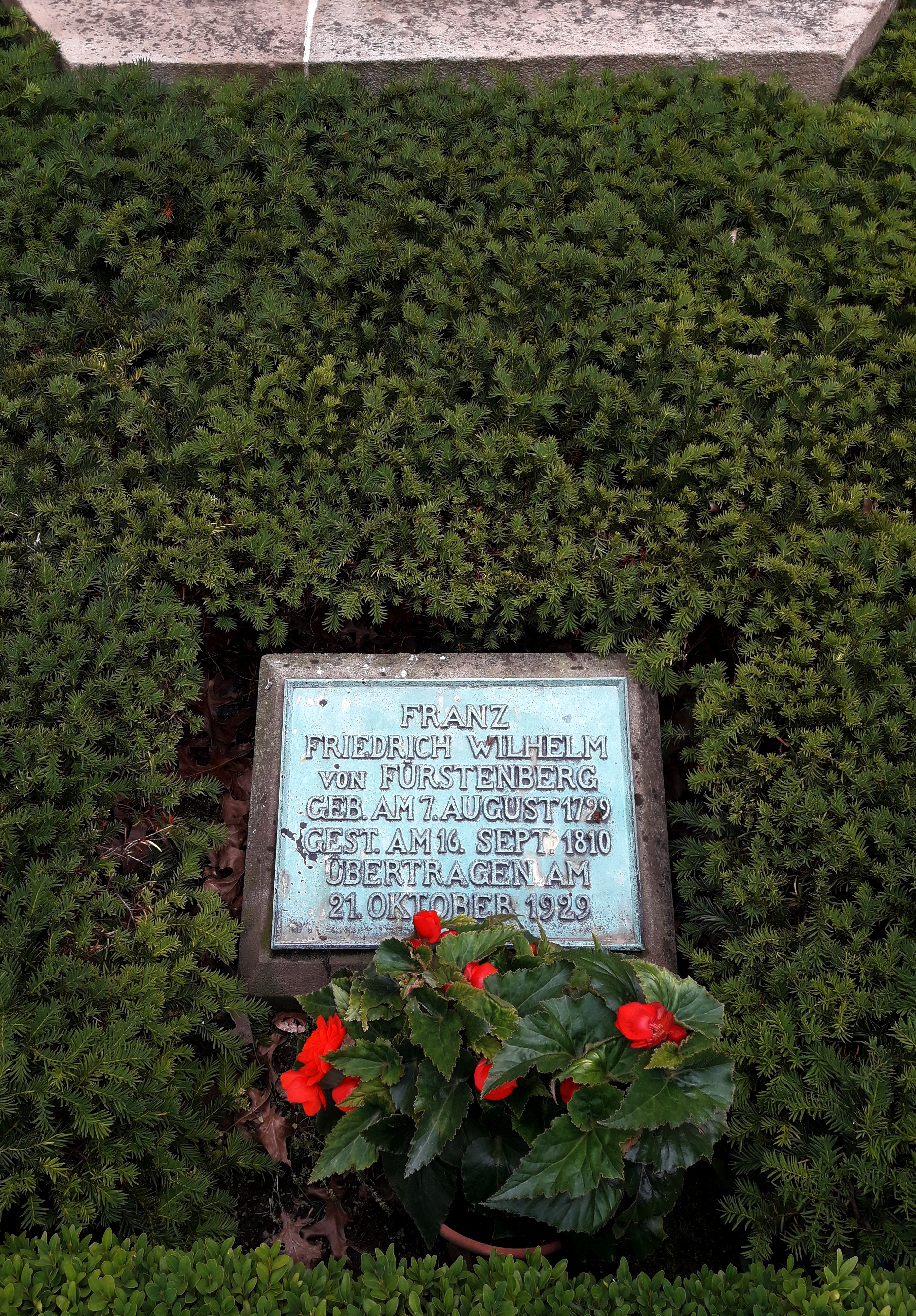
Grab von Franz von Fürstenberg im Kreuzgang des Domes zu Münster/Westfalen, Deutschland

In Münster gehörte Fürstenberg zum katholischen Münsterschen Kreis (familia sacra) um die Fürstin Amalie von Gallitzin, die seit 1779 in Münster lebte und mit der ihn eine enge Freundschaft verband. Seine Briefe an die Fürstin sind ein bedeutendes literarisches Zeugnis des Jahrhunderts. Fürstenberg kümmerte sich nach der Französischen Revolution 1789, während der Revolutionskriege und der Napoleonischen Kriege zusammen mit Amalie von Gallitzin intensiv um flüchtende Kleriker aus Flandern und Brabant, die in Münster strandeten.
Fürstenberg wurde auf dem Überwasserfriedhof in Münster bestattet; seit dem 21. Oktober 1929 befindet sich sein Grab auf dem Domherrenfriedhof des St.-Paulus-Doms zu Münster.